# Ngộ sát (luật pháp Hoa Kỳ)
Ngộ sát là một tội ác ở Hoa Kỳ. Các định nghĩa có thể khác nhau giữa các khu vực tài phán, nhưng ngộ sát luôn luôn là hành động gây ra cái chết của người khác theo cách ít có tội hơn là giết người.

## Luật pháp tại Hoa Kỳ

### Ngộ sát cố ý
Tội ngộ sát cố ý  liên quan đến việc giết người có chủ ý trong đó người phạm tội không có ý định giết người trước đó. Bị cáo có thể có ý định gây thương tích nghiêm trọng gần đến mức tử vong.
Sau đây là một số ví dụ về các biện pháp phòng vệ có thể được nêu ra để giảm thiểu tội giết người đối với ngộ sát tự nguyện:
- Cao trào cảm xúc: Một vụ giết chóc xảy ra sau khi bị khiêu khích bởi một sự kiện sẽ khiến một người bình thường có thể mất tự chủ. Không được có một khoảng thời gian làm nguội để giảm bớt việc khiêu khích. Nếu có một khoảng cách giữa sự khiêu khích và giết chóc đủ để cho phép cảm xúc của một người duy lý nguội đi, thì vụ giết người không phải là ngộ sát, mà là giết người.[1]
- Tự vệ không hoàn hảo: Trong một số khu vực tài phán, một người hành động tự vệ với một niềm tin trung thực nhưng vô lý rằng việc chết người là cần thiết để có thể giảm tội giết người đối với một tội ngộ sát cố ý hoặc cố ý giết người mà không có động cơ tội ác. (Động cơ tội ác coi là có nếu một người bị giết có chủ ý và không có lý do hoặc sự giảm nhẹ hợp pháp.) [3]
- Năng lực giảm sút là một biện pháp bảo vệ có thể phủ nhận trạng thái tinh thần của "ác ý". Nếu một khu vực tài phán nhận ra rằng một người có thể giết người mà không cần biện minh nhưng cũng không có bất kỳ ý định xấu nào, ví dụ do khiếm khuyết về tinh thần hoặc bệnh tâm thần, quyền tài phán đó có thể định nghĩa tội phạm của người đó là một cái gì đó ít hơn là giết người. Bảo vệ một phần này chỉ có sẵn trong một số khu vực pháp lý của Hoa Kỳ và không phải là khu vực khác; trong khi đó sự bảo vệ hoàn toàn sự điên rồ có sẵn trên khắp Hoa Kỳ nhưng hiếm khi được sử dụng vì khó chứng minh hơn.[4]

### Ngộ sát do vô tình
Tội ngộ sát không tự nguyện là giết người khác mà không có ý định giết người, nhưng khi cái chết của người đó xảy ra do những hành động bất cẩn hoặc liều lĩnh của bị cáo.